# Comparativus
De comparativus is een categorie in de Latijnse grammatica die de vergrotende trap van het bijvoeglijk naamwoord en het bijwoord uitdrukt.

## Vorming in het Nederlands
Vergelijkbare Nederlandse voorbeelden zijn:
- lang - langer
- pover - poverder
- goed - beter

## Vorming in het Latijn
In het Latijn wordt de comparativus gevormd door de uitgang -ior (mannelijk en vrouwelijk) of ius (onzijdig) achter de stam te zetten. Bijvoorbeeld
longus (lang) → comparativus: longior of longius

## Verbuiging
De verbuiging van de comparativus gaat als de 3e verbuigingsgroep (zoals pater).
| comparativus van longus (lang) | comparativus van longus (lang) | comparativus van longus (lang) | comparativus van longus (lang) | comparativus van longus (lang) | comparativus van longus (lang) | comparativus van longus (lang) | comparativus van longus (lang) | comparativus van longus (lang) |
|                                | mannelijk                      | vrouwelijk                     | onzijdig                       |                                |                                |                                |                                |                                |
|                                | enkelvoud                      | enkelvoud                      | enkelvoud                      | enkelvoud                      | enkelvoud                      | enkelvoud                      | enkelvoud                      |                                |
| ------------------------------ | ------------------------------ | ------------------------------ | ------------------------------ | ------------------------------ | ------------------------------ | ------------------------------ | ------------------------------ | ------------------------------ |
| nominativus                    | longior                        | longior                        | longius                        |                                |                                |                                |                                |                                |
| genitivus                      | longioris                      | longioris                      | longioris                      |                                |                                |                                |                                |                                |
| dativus                        | longiori                       | longiori                       | longiori                       |                                |                                |                                |                                |                                |
| accusativus                    | longiorem                      | longiorem                      | longius                        |                                |                                |                                |                                |                                |
| ablativus                      | longiore(/i)                   | longiore(/i)                   | longiore(/i)                   |                                |                                |                                |                                |                                |
|                                | meervoud                       |                                |                                |                                |                                |                                |                                |                                |
| nominativus                    | longiores                      | longiores                      | longiora                       |                                |                                |                                |                                |                                |
| genitivus                      | longiorum                      | longiorum                      | longiorum                      |                                |                                |                                |                                |                                |
| dativus                        | longioribus                    | longioribus                    | longioribus                    |                                |                                |                                |                                |                                |
| accusativus                    | longiores                      | longiores                      | longiora                       |                                |                                |                                |                                |                                |
| ablativus                      | longioribus                    | longioribus                    | longioribus                    |                                |                                |                                |                                |                                |
|                                | Nederlands                     |                                |                                |                                |                                |                                |                                |                                |
| vertaling                      | langer(e)                      | langer(e)                      | langer(e)                      |                                |                                |                                |                                |                                |

## Vertaling
De comparativus van bijvoorbeeld groot kun je vertalen met:
1. groter
2. nogal groot
3. te groot

## Onregelmatige comparativi
Sommige bijvoeglijke naamwoorden hebben een onregelmatige vergrotende trap.
| bijvoeglijk naamwoord | comparativus | Nederlands | Nederlands |
| --------------------- | ------------ | ---------- | ---------- |
| bonus                 | melior       | goed       | beter      |
| malus                 | peior        | slecht     | slechter   |
| magnus                | maior        | groot      | groter     |
| parvus                | minor        | klein      | kleiner    |
| multi                 | plures       | veel       | meer       |